# Карбункул (геральдика)
Карбункул, эскарбункул (фр. escarboucle, rais d’escarboucle; англ. carbuncle), «Клевское колесо» (нем. Clevenrad), «колесо из лилий» (нем. Lilienrad, Lilienhaspel, также Lilienzepterstern), карфункель (нем. Wappenkarfunkel, Karfunkelrad, Karfunkelstern), Карбункуловое колесо — негеральдическая гербовая фигура из восьми жезлов (или спиц), радиально расходящихся от центра, причём четыре из жезлов составляют прямой крест, а четыре других — косой. Жезлы увенчаны геральдическими лилиями или иными объектами, например «яблоками» (лат. globuli, фр. pommette или фр. pommeté, окс. pometada, исп. pometeados), которые также украшают среднюю часть каждого жезла, отчего сами эти жезлы во французской геральдике описываются словом «bourdonné», отсылая к узловатым посохам пилигримов.
Восемь жезлов считаются стандартным количеством, в то время как иное число  требует отдельного упоминания в описании герба. Часто сквозная сердцевина фигуры («ступица»; фр. moyeu ajouré, нем. Nabe) украшена драгоценным камнем (Pierre précieuse) — карбункулом (рубин и гранат) или же изумрудом. Отсюда многие выводят название данной фигуры..
«Карбункул» характерен для геральдики, связанной с Клевским герцогством, где после 1265 года он – центральный элемент герба, возможно как гласная эмблема, поскольку часто описывается как «Gleverad», а в рейнских землях «Gleve» — наименование лилии.
Появление клевенрадов связывают с превращением защитных умбона и железной арматуры из узких полос на поверхности щита в отдельный гербовый символ.
Примером может служить самый известный из «карбункулов» — клевский. В начале XIII века старая эмблема Клеве, лев, была заменена на новую — серебряный щиток в червлёном поле. Согласно Зейлеру, вскоре на щит владельца добавляется негеральдический элемент — армирующие щит полосы стали с декоративными краями, а к XIV-му веку такой умбон трансформируется в гербовую фигуру «колесо из лилий», становясь главной и отличительной фигурой герба Клеве.
Примечательно, что герб Наварры, имея отдельную, героическую историю появления, цветами и символом весьма схож с традиционным «карбункулом». Таким образом, изначально декоративные элементы оснащения щита, а именно шляпки гвоздей на скрепах по краю и осям щита, в гербе королей Наварры со времён Теобальда I Шампанского, умершего в 1253 году, к XV веку переосмысливаются как звенья цепи, уложенной в виде узора. Вероятно также, что изначально герб представлял собой обычный «карбункул» с восемью жезлами, но затем трансформировался в наваррские цепи, покрывавшие также каймой и края щита.

## Галерея

Герцогство Клевское
Предполагаемый герб Готфрида Бульонского, как герцога Нижней Лотарингии
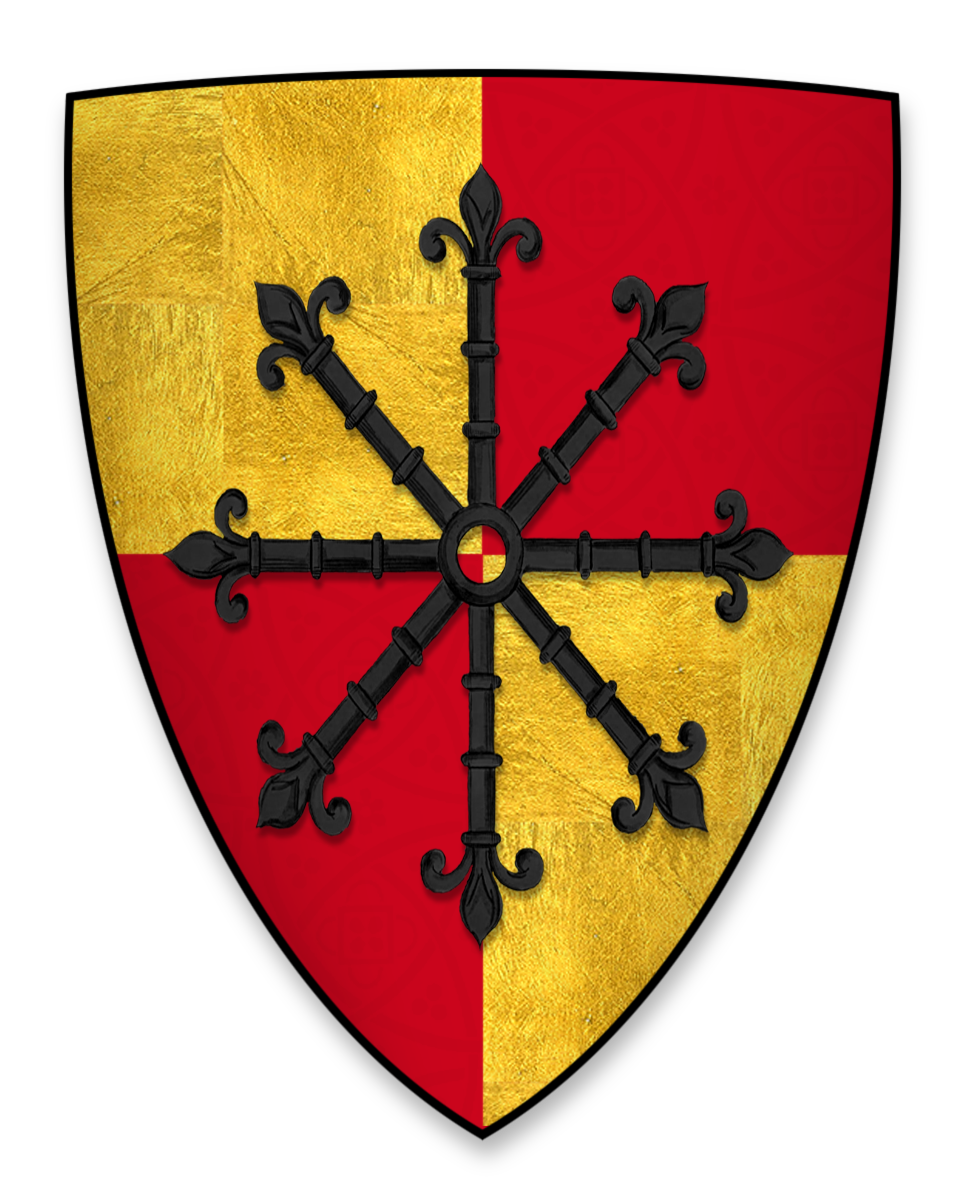
Нестандартный по цвету «карбункул» на гербе Джеффри де Мандевиля
Герб французской коммуны Крейвик с посохом епископа вместо верхней спицы
Карбункул со множеством «яблок» (bourdonné) на гербе Аркьяна
Наборное[англ.] карбункуловое колесо
Герб Наварры